# Округ Гринвуд (Јужна Каролина)
Округ Гринвуд (енгл. Greenwood County) је округ у америчкој савезној држави Јужна Каролина. По попису из 2010. године број становника је 69.661.

## Демографија
Према попису становништва из 2010. у округу је живело 69.661 становника, што је 3.390 (5,1%) становника више него 2000. године.
| Група             | 2000.          | 2010.          |
| Белци             | 42.489 (64,1%) | 42.709 (61,3%) |
| Афроамериканци    | 21.036 (31,7%) | 21.846 (31,4%) |
| Азијати           | 470 (0,7%)     | 572 (0,8%)     |
| Хиспаноамериканци | 1.902 (2,9%)   | 3.789 (5,4%)   |
| Укупно            | 66.271         | 69.661         |